# یوشیتاکا واتانابه
یوشیتاکا واتانابه (انگلیسی: Yoshitaka Watanabe؛ زادهٔ ۱۸ آوریل ۱۹۷۳) بازیکن فوتبال اهل ژاپن است.